# Владица Димитров
Владица Димитров (Димитровград, 1974) је српски политичар и представник бугарске заједнице у Србији. Био је посланик у Народној скупштини Србије од 2014. до 2016. године и тренутно обавља свој четврти мандат на месту градоначелника Димитровграда. Димитров је члан Српске напредне странке од 2013. Раније је био члан Демократске странке и Демократске странке Србије.